# 叔戊酸铋
叔戊酸铋是一种铋化合物，化学式为{Bi[(CH3)3CCOO]3}4，或简写为[Bi(OPiv)3]4，它在固态以四聚体的形式存在。它可由乙酸铋和叔戊酸反应制得；或由三氯化铋和叔戊酸钾在四氢呋喃中反应得到。它可以在真空中升华，并可在气相分解为三氧化二铋。